# Plaza de la República (Ciudad de México)

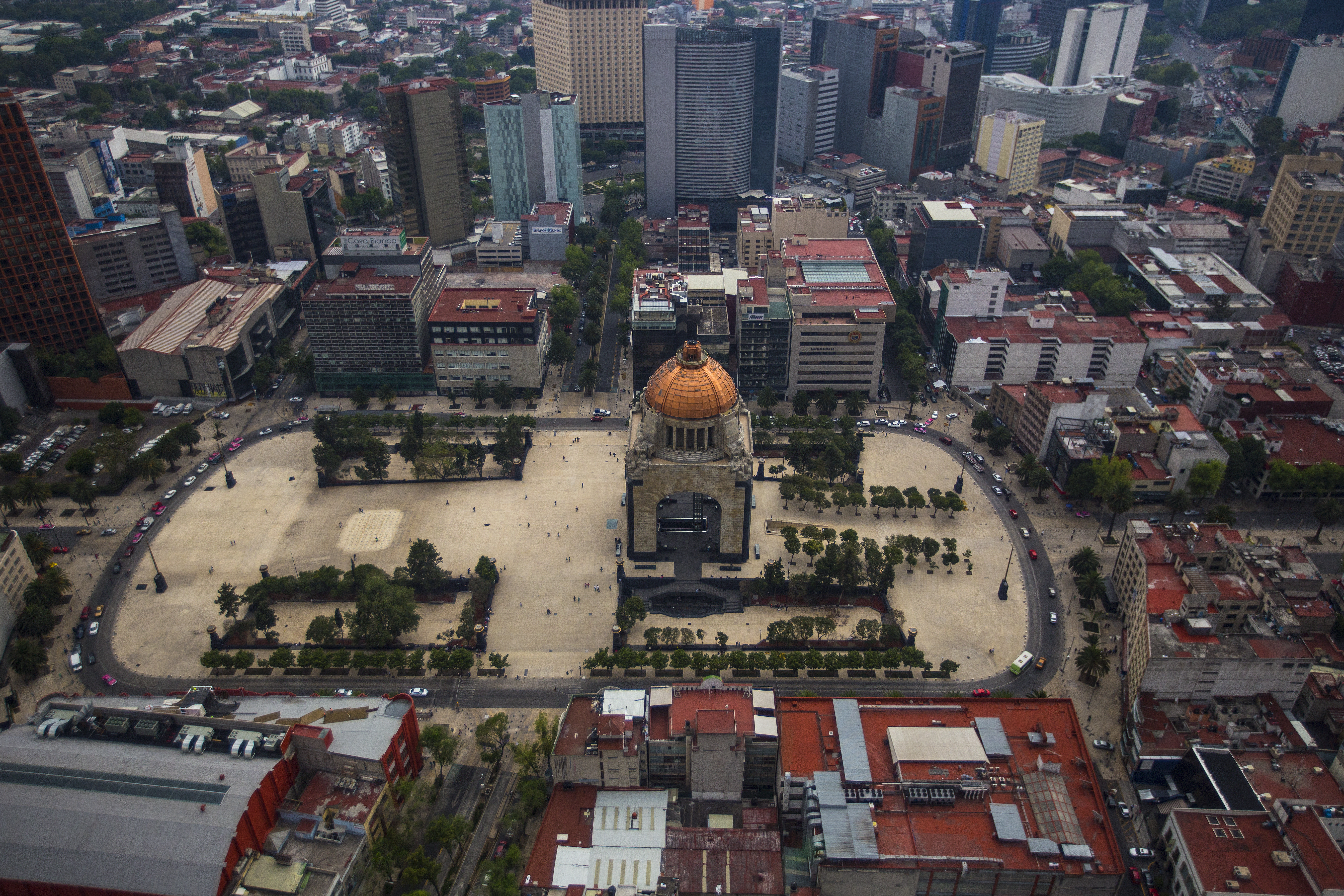
Vista aérea de la Plaza, en 2017.

La plaza de la República es uno de los grandes espacios abiertos de la Ciudad de México en donde se llevan a cabo grandes eventos culturales, artísticos, políticos y civiles. El enorme espacio se ubica al Poniente de los límites del centro histórico de la Ciudad de México, localizado dentro de la demarcación que corresponde a la Colonia Tabacalera, en la Alcaldía Cuauhtémoc. 
Su origen y traza original de grandes dimensiones corresponde al solar que a comienzos del siglo XX se había asignado para levantar el nuevo y gran edificio del Palacio Legislativo de México diseñado por Émile Benard, uno de los proyectos arquitectónicos asignados a la capital del país cuya función era ponerla a la altura de las modernas metrópolis, siendo ordenada tal obra por el entonces presidente del país, el general Porfirio Díaz. El proyecto no se llevó a terminar debido al inicio del movimiento armado de 1910 y solo se vio levantada la enorme estructura de metal.
El diseño actual corresponde a los arquitectos Carlos Obregón Santacilia y Mario Pani Darqui, quienes tomando en cuenta tanto las dimensiones del solar como la estructura metálica de la cúpula del fallido edificio tuvieron la idea de aprovechar ambos para así erigir un monumento a los recién nombrados héroes de la Revolución mexicana de 1910, resultando la creación de la plaza y monumento al centro de la misma. Su proyecto se llevó a cabo de 1936 a 1938.
La plaza se encuentra rodeada por la Avenida de la República, y alrededor de ésta se han sido levantados algunos edificios de estilo art déco, propio de le época. Destacando buenos ejemplos de dicho estilo como el Frontón México.
Esta avenida conecta a la plaza con el paseo de la Reforma y la avenida Juárez, siguiendo en dirección a la Plaza de la Constitución por la calle Francisco I. Madero.